# Jonasz Szlichtyng
Jonasz Szlichtyng (inne formy nazwiska: Schlichting, Jonas Slichtingius (vel Schlichtingius) de Bukowiec), pseudonimy: Jan Simplicius, Eques Polonus, Iraeneus Sedaletophilus(?) (ur. 1592 w Sączkowie, zm. 1661 w Żelechowie) – szlachcic polski, pisarz i teolog braci polskich.

## Życiorys
Pochodził ze spolonizowanej w XVI wieku rodziny szlacheckiej o niemieckim rodowodzie. Kształcił się w Gdańsku i Rakowie. Następnie kontynuował studia w Altdorf bei Nürnberg (relegowany w 1616 jako podejrzany o socynianizm), potem w Lejdzie. W roku 1618 przebywał przez jakiś czas w Anglii i we Francji. Po powrocie do Polski, w roku 1619, objął w Rakowie funkcję nauczyciela w Akademii Rakowskiej oraz ministra (pastora) zboru. Po zlikwidowaniu ośrodka ariańskiego w Rakowie w roku 1638 przeniósł się do Lusławic, gdzie był pastorem.
W roku 1646 wydał książkę „Wyznanie wiary zborów tych, które się w Polsce Chrystiańskim tytułem pieczętują” zawierającą wyznanie braci polskich. Rok później z tego powodu wyrokiem sejmu warszawskiego został zaocznie skazany na infamię, konfiskatę mienia i karę śmierci. Odtąd Szlichtyng ukrywał się prowadząc jednocześnie swą działalność potajemnie. Następnie wyniósł się do Holandii, gdzie był nauczycielem Zbigniewa Sienińskiego, pobierającego tam nauki. W czasie najazdu Szwedów powrócił chwilowo do Krakowa, jednak po ustąpieniu Szwedów musiał opuścić kraj.
Według Macieja Ptaszyńskiego „wszystkie cechy jego pisarstwa stawiają go w rzędzie najwybitniejszych teologów ariańskich.” Współczesny mu Stanisław Lubieniecki nazywał siebie „przybranym synem” Szlichtynga ze względu na wpływ, który na niego wywarł.

## Rodzina
Był synem Wolfganga Szlichtynga (zm. 1608 lub 1612) i jego żony Barbary z Arciszewskich. Miał jedną siostrę i czterech braci (w tym XVII-wiecznego poetę Jerzego Szlichtynga). Był bratankiem sędziego i posła na Sejm Jana Jerzego Szlichtynga oraz kuzynem Krzysztofa i Eliasza Młodszego Arciszewskich.
W 1620 roku poślubił współwyznawczynię Annę Lubieniecką (córkę Jana) z którą miał córkę Barbarę zamężną Łozińską oraz synów: Jana (umarł w niewoli tatarskiej), Krzysztofa (zm. przed 1648), Pawła (zm. po 1687) teologa Braci Polskich na wygnaniu oraz Jonasza Młodszego (zm. po 1662), którego kuzyn katolik uwięził w Międzyrzeczu, chcąc go zmusić do konwersji, ale ten uciekł na Śląsk.
Najprawdopodobniej jego wnukiem był Krzysztof Szlichtyng (być może synem Pawła), pastor zboru Braci Polskich w Kosinowie.

## Twórczość

### Ważniejsze prace
- Odpowiedź na script X. Daniela Clementinusa, Raków 1625, drukarnia S. Sternacki
- (Odpowiedź na Antapologię pod imieniem Daniela Clementinusa wydaną, czyli Poparcie potwarzy X. D. Clementinusowi zadanych), (Raków) 1631 (drukarnia S. Sternacki), unikat Biblioteki Czartoryskich nie ma karty tytułowej, podany tytuł jest tylko tłumaczeniem tytułu podanego po łacinie przez C. C. Sandiusa
- Questiones duae, Raków 1636
- De ss. Trinitate, Raków 1637
- Confessio fidei Christiane edita nomine ecclesiarum Polonicarum... A. 1642 (dzieło spalone publicznie ręką kata), według Gryczowej drukowane w Niderlandach; wyd. następne: brak miejsca wydania 1646; brak miejsca wydania 1651; brak miejsca wydania 1654; brak miejsca wydania 1657; przekł. polski pt. Wyznanie wiary zborów tych, które się w Polsce Chrystiańskim tytułem pieczętują (Lucławice?) 1646; według L. Chmaja unikat pierwodruku znajduje się w Bibliothèque Nationale w Paryżu
  - przekł. francuski: pt. Confession de foi des Chrestiens qui croyent en un seul Dieu le Père (Amsterdam) brak roku wydania
  - przekł. holenderski: pt. Belydenisse de Christenen... Geloofs, 1643; pt. Belydenisse de Geloofs van de Christenen, 1652
  - przekł. niemiecki: pt. Bekentniss des Christlichen Glaubens, 1653; Colberg 1655 (zobacz: K. Lepszy, J. Tazbir „Poszukiwania naukowe na Węgrzech”, Kwartalnik Historyczny 1957, nr 2, s. 282)
- Confessionis Christianae ad rogum damnatae & combustae Manium a... Nicolao Cichovio lacessitorum, sui vindices[6], brak miejsca wydania 1652
- Epistola apologetica, brak miejsca i roku wydania
  - (poz. Confessionis Christianae... i Epistola apologetica stanowią część obszernej polemiki z M. Cichowskim, trwającej w okresie 1641-1662)
- D. N. Jesu Christi Novum Testamentum dilucida et succincta explicatione illustratum..., Eleutheropoli (Amsterdam) post annum 1656, Bibliotheca Fratrum Polonorum (9)
- Commentaria posthuma in plerosque Novi Testamenti libros... Cuncta hactenus inedita, t. 1-2, Irenopoli (Amsterdam) post annum 1656, Bibliotheca Fratrum Polonorum (7)
- Catechesis ecclesiarum Polonicarum, według A. Gryczowej edycja: Raków 1651, druk. w rzeczywistości w Londynie; wyd. następne: Irenopoli (Amsterdam) 1659; Stauropoli 1680; Stauropoli 1684 (Szlichtyng był współautorem dzieła, które w edycjach późniejszych kompilowano z Katechizmem rakowskim)
- Cichowiusza diabeł zaklęty, odpowiedź na dzieło Cichowiusza, w którym utrzymuje, że aryanie diabła za boga mają, brak miejsca i roku wydania
- X. Cichovius jezuita diabła zaklętego odkląć nie może, brak miejsca i roku wydania.

### Materiały
- 2 listy: De fuga persecutionis i odpowiedź nań, powst. prawdopodobnie w kręgu S. Przypkowskiego, bez daty, ogł. L. Chmaj Samuel Przypkowski na tle prądów religijnych XVII wieku, Kraków 1927, s. 227–233; rękopis w Bibliothèque Nationale w Paryżu, nr 10723, s. 952–959
- Memoriale in causa fratrum unitariorum. Memoriał do króla i dyplomatów szwedzkich w sprawie anulowania aktu banicji 1658 r., dat. w Szczecinie 24 kwietnia 1659; współautor: Stanisław Lubieniecki mlodszy; ogł. J. Tazbir „Dwa memoriały ariańskie z archiwów szwedzkich”, Kwartalnik Historyczny 1958, zeszyt 1; rękopis: Biblioteka Uniwersytetu Uppsala, K 30.